# Umberto Rotondi
Umberto Rotondi (Milano, 21 maggio 1937 – Bareggio, 17 gennaio 2007) è stato un compositore italiano.
È ricordato tra l'altro come il compositore, tra le altre opere, della "Messa Ambrosiana".

## Biografia
Allievo del Conservatorio di Milano, si è diplomato in pianoforte nel 1959 e in composizione nel 1964, dopo aver frequentato le classi di Bruno Bettinelli e di Franco Donatoni. Ha frequentato corsi di perfezionamento in diverse città italiane e presso l'Accademia Chigiana di Siena. Ha partecipato a numerosi festival (Graz, Parigi, Helsinki) e nel 1976 è risultato vincitore del Concorso Wieniawski di Poznań. Ha insegnato presso il Conservatorio di Brescia e presso il corso superiore di composizione al Conservatorio di Milano.
Nel 1992 ebbe pubblico rilievo la Messa Ambrosiana, composta insieme a ad 8 suoi allievi, sotto la sua supervisione.
Tra i suoi allievi, vanno citati i compositori Enrico Renna e Fausto Romitelli.
I suoi lavori sono pubblicati dalle case editrici Ricordi, Suvini Zerboni e Edipan.
Sposò l'arpista Giuliana Albisetti Rotondi e le dedicò alcune composizioni.

## Opere
- Interferenze (1969)
- Musica per 24 (1970)
- Bemerken (1973)
- Per Giuliana (1981)
- ...e Livia? (1983)
- Il tocco della medusa (1985)
- Dalla nostra terra (1986)
- Messa Ambrosiana, composta in collaborazione con Emanuela Ballio, Daniela Gazzola, Fiammetta Pasi, Loris Capister, Fabio Grasso, Bernardo Mariani, Michele Negro e Danilo Zaffaroni (1992)
- Per Orchestra (ovvero: Omaggio a Mendelssohn) (2004?)